# Liste der Baudenkmale in Ziethen (Barnim)
In der Liste der Baudenkmale in Ziethen sind alle Baudenkmale der brandenburgischen Gemeinde Ziethen und ihrer Ortsteile aufgelistet. Grundlage ist die Veröffentlichung der Landesdenkmalliste mit dem Stand vom 31. Dezember 2020. Die Bodendenkmale sind in der Liste der Bodendenkmale in Ziethen aufgeführt.

## Baudenkmale in den Ortsteilen
In den Spalten befinden sich folgende Informationen:
- ID-Nr.: Die Nummer wird vom Brandenburgischen Landesamt für Denkmalpflege vergeben. Ein Link hinter der Nummer führt zum Eintrag über das Denkmal in der Denkmaldatenbank. In dieser Spalte kann sich zusätzlich das Wort Wikidata befinden, der entsprechende Link führt zu Angaben zu diesem Denkmal bei Wikidata.
- Lage: die Adresse des Denkmales und die geographischen Koordinaten. Link zu einem Kartenansichtstool, um Koordinaten zu setzen. In der Kartenansicht sind Denkmale ohne Koordinaten mit einem roten beziehungsweise orangen Marker dargestellt und können in der Karte gesetzt werden. Denkmale ohne Bild sind mit einem blauen bzw. roten Marker gekennzeichnet, Denkmale mit Bild mit einem grünen beziehungsweise orangen Marker.
- Bezeichnung: Bezeichnung in den offiziellen Listen des Brandenburgischen Landesamtes für Denkmalpflege. Ein Link hinter der Bezeichnung führt zum Wikipedia-Artikel über das Denkmal.
- Beschreibung: die Beschreibung des Denkmales
- Bild: ein Bild des Denkmales und gegebenenfalls einen Link zu weiteren Fotos des Baudenkmals im Medienarchiv Wikimedia Commons

### Groß-Ziethen
| ID-Nr.   | Lage                    | Bezeichnung                  | Beschreibung | Bild                         |
| -------- | ----------------------- | ---------------------------- | --- | ---------------------------- |
| 09175471 | Am Anger 1 (Lage)       | Landwarenhaus                | | Landwarenhaus                |
| 09175231 | Am Dorfteich 4 (Lage)   | Wohnhaus                     | | Wohnhaus                     |
| 09175234 | Am Dorfteich 7 (Lage)   | Dorfschmiede mit Ausstattung | | Dorfschmiede mit Ausstattung |
| 09175226 | Kirchstraße (Lage)      | Kirche                       | Die reformierte Kirche wurde Mitte des 13. Jahrhunderts erbaut. Der Dachturm wurde 1717 hinzugefügt. Im Inneren befindet sich ein spätklassizistischer Kanzelaltar und ein Orgelprospekt aus dem Jahre 1864. | weitere Bilder               |
| 09175233 | Kirchstraße 4 (Lage)    | Wohnhaus                     | | Wohnhaus                     |
| 09175980 | Kirchstraße 10 (Lage)   | Pfarrhaus                    | | Pfarrhaus                    |
| 09175232 | Kirchstraße 13 (Lage)   | Wohnhaus                     | | Wohnhaus                     |
| 09175227 | Zur Mühle 20, 21 (Lage) | Wohnhaus                     | | Wohnhaus                     |
| 09175228 | Zur Mühle 29 (Lage)     | Wohnhaus                     | | Wohnhaus                     |
| 09175229 | Zur Mühle 35 (Lage)     | Wohnhaus                     | | Wohnhaus                     |
| 09175505 | Zur Mühle 51 (Lage)     | Maschinenmühle mit Inventar  | Das Bauwerk wurde um 1890 von Wilhelm Krause als Dampfmühle errichtet und war bis 1991 in Betrieb. | Maschinenmühle mit Inventar  |

### Klein Ziethen
| ID-Nr.   | Lage                | Bezeichnung  | Beschreibung | Bild           |
| -------- | ------------------- | ------------ | --- | -------------- |
| 09175250 | Dorfstraße (Lage)   | Kirche       | Die reformierte Kirche wurde im 13. Jahrhundert erbaut, der quadratische Turm im Jahre 1880 hinzugefügt. Im Inneren stammt die Kanzel aus der ersten Hälfte des 17. Jahrhunderts. | weitere Bilder |
| 09175253 | Dorfstraße (Lage)   | Spritzenhaus | | Spritzenhaus   |
| 09175251 | Dorfstraße 8 (Lage) | Wohnhaus     | | Wohnhaus       |

## Ehemalige Baudenkmale
| ID-Nr. | Lage                | Bezeichnung | Beschreibung | Bild     |
| ------ | ------------------- | ----------- | ------------ | -------- |
|        | Zur Mühle 38 (Lage) | Wohnhaus    |              | Wohnhaus |